# Liechtenstein
Principauté du Liechtenstein
(de) Fürstentum Liechtenstein 

Carte topographique du Liechtenstein.

Le Liechtenstein, en forme longue la principauté du Liechtenstein ou principauté de Liechtenstein, (en allemand : Fürstentum Liechtenstein), est un pays alpin d'Europe centrale, sans accès à la mer, bordé par la Suisse à l'ouest et au sud et par l'Autriche à l'est et au nord. Sa superficie est de 160 km2, avec une population estimée à un peu plus de 39 000 habitants. Sa capitale est Vaduz et sa plus grande agglomération est Schaan.
Politiquement, il s'agit d'une monarchie constitutionnelle parlementaire, avec un prince (en allemand « Fürst ») pour souverain et chef d'État (principauté).
En 2017, selon The World Factbook, le Liechtenstein possède l'un des plus hauts PIB par habitant. Le pays a également l'un des taux de chômage les plus bas au monde (2,5 % en 2011). Le Liechtenstein est le plus petit et le plus riche des pays germanophones.
Le pays est divisé en onze communes et deux circonscriptions électorales, qui se nomment l'Unterland et l'Oberland.
Le territoire liechtensteinois est majoritairement montagneux. Entièrement situé dans les Alpes, le Liechtenstein possède deux stations de ski : une pour le ski alpin et le snowboard, et une autre pour les sports nordiques. Les champs cultivés et les petites fermes caractérisent les paysages du sud, plus élevés (Oberland), et la plaine alluviale du Rhin au nord, moins élevée (Unterland). L'économie du pays repose principalement sur un puissant secteur financier localisé dans sa capitale, Vaduz. Il n'est plus identifié par l'OCDE comme un paradis fiscal. Il est membre de l'Association européenne de libre-échange (AELE), de l'Espace économique européen (EEE), de l'espace Schengen, mais pas de l'Union européenne (UE).

## Histoire
Le territoire actuel du Liechtenstein constituait autrefois une petite partie de la province romaine de Rhétie. Pendant des siècles, cette terre resta géographiquement éloignée des intérêts stratégiques européens. Avant l'avènement de la dynastie actuelle, la maison de Liechtenstein, la région était inféodée à une branche de la maison de Habsbourg dont le chef était l'archiduc d'Autriche qui résidait à Vienne.
La maison de Liechtenstein tire son nom du château de Liechtenstein, un édifice situé en Autriche, dans la banlieue sud de Vienne et ayant appartenu à la dynastie de l'an 1140 au XIIIe siècle, avant de lui revenir définitivement en 1807. Au cours des siècles, les Liechtenstein entrèrent en possession de vastes domaines, notamment en Moravie, en Basse-Autriche et en Styrie, sans toutefois échapper à la tutelle de seigneurs supérieurs, pour la plupart des membres de la maison de Habsbourg, lesquels s'attachaient les princes de Liechtenstein. Ainsi, sans aucun territoire détenu directement sous l'égide de l'Empereur, les membres de la maison de Liechtenstein ne pouvaient remplir les conditions requises pour siéger à la Diète.
La famille, désireuse d'accroître son pouvoir par l'obtention d'un siège, mit tout en œuvre pour acquérir des terres dites « immédiates » (unmittelbar, en allemand), c'est-à-dire n'ayant d'autre suzerain que l'empereur lui-même. Les Liechtenstein, après de longues négociations, furent autorisés à acheter à l'empereur deux minuscules comtés sis aux confins de ses terres à la frontière suisse, les comtés de Schellenberg en 1699 et de Vaduz en 1712.
Ces deux petites parcelles répondant aux critères requis, l'empereur Charles VI les unifia et les éleva le 23 janvier 1719 au rang de principauté, laquelle fut baptisée Liechtenstein en l'honneur de son nouveau prince, Antoine-Florian de Liechtenstein. C'est à cette date que le Liechtenstein devint un État souverain dans le cadre du Saint-Empire. La transaction ayant été purement politique, les princes de Liechtenstein ne se rendirent pas sur leur nouvelle terre avant plusieurs décennies.
En 1806, le Saint-Empire fut envahi par la France napoléonienne, ce qui eut d'importantes conséquences pour le Liechtenstein : les anciennes structures politiques et administratives se délitèrent rapidement à la suite de l'abdication de l'empereur germanique, et le Saint-Empire lui-même fut dissous. Le Liechtenstein rejoignit en 1806 la confédération du Rhin créée par Napoléon. Alors que presque tous les petits États allemands disparaissaient, le Liechtenstein réussit à intégrer cette Confédération du Rhin en restant indépendant. Dès lors, il aligna ses intérêts sur ceux de l'Autriche, où les princes Liechtenstein avaient la majeure partie de leurs terres. Après 1815, le Liechtenstein devint un des États membres de la Confédération germanique.
La Première Guerre mondiale n'eut pas de réelle influence sur ce petit État qui resta neutre, bien qu'à titre personnel le prince Johannes servît comme capitaine de frégate dans la Marine austro-hongroise. En 1918, la chute de la maison de Habsbourg-Lorraine, la proclamation de la république en Autriche et la crainte du bolchevisme poussèrent la famille princière à se réfugier dans sa principauté sur laquelle elle régnait depuis deux siècles mais qu'elle ne connaissait guère. La principauté se rapprocha en 1919 de la Suisse, concluant par la suite avec elle une union monétaire et douanière ; cela contribua probablement à lui éviter d'être annexée par le Troisième Reich lors de l'Anschluss.
Au cours de la Seconde Guerre mondiale, le Liechtenstein resta également neutre et les biens familiaux se situant dans les zones de combat furent rapatriés dans la principauté ou à Londres, pour être conservés en lieu sûr. À la fin du conflit, la Pologne se vit attribuer des territoires allemands dits « territoires recouvrés », tandis que la Tchécoslovaquie expulsa ses habitants germanophones (dont des Allemands des Sudètes) : cela eut pour conséquence que des membres de la famille princière du Liechtenstein se virent expropriés de la totalité de leurs possessions héréditaires en Bohême, en Moravie (principalement à Lednice et Valtice dont les parcs et château sont inscrits par l'UNESCO au patrimoine mondial de l'humanité) et en Silésie. Les expropriations portaient sur 1 600 km2 de terres forestières et agricoles, ainsi que sur plusieurs châteaux et palais impériaux que les princes de la famille exploitaient d'ailleurs peu jusqu'en 1938 : en effet, ces aristocrates autrichiens vécurent principalement à Vienne jusqu'à cette date.
Au cours de la guerre froide, le Liechtenstein ne reconnut pas et ne fut pas reconnu par les régimes communistes instaurés après-guerre, d'autant qu'il fut le seul État occidental à refuser de livrer à Joseph Staline les réfugiés antisoviétiques se trouvant sur son territoire en 1945,,. En effet, le Liechtenstein donna asile à environ 500 soldats et civils constituant une « armée nationale russe » sous la direction du général Boris Smyslovski, similaire à l'Armée Vlassov, constituée de Russes et d'Ukrainiens qui avaient combattu avec la Wehrmacht contre le régime de Staline. Ces soldats et civils connurent un destin bien différent de celui des combattants de l'armée Vlassov. En effet, les soldats capturés par les Américains et par les Britanniques furent désarmés et livrés aux Soviétiques, conformément aux accords de Yalta, et la grande majorité d'entre eux furent envoyés au Goulag ou tués. Le prince du Liechtenstein François-Joseph II et son gouvernement furent les seuls qui refusèrent de livrer à l'URSS ces soldats de l'armée d'Holmston, réfugiés sur sa minuscule principauté, et à tenir tête aux pressions soviétiques. Cet épisode est commémoré par un monument du village frontière de Hinterschellenberg, et a été relaté une cinquantaine d'années plus tard dans le film Vent d'est.

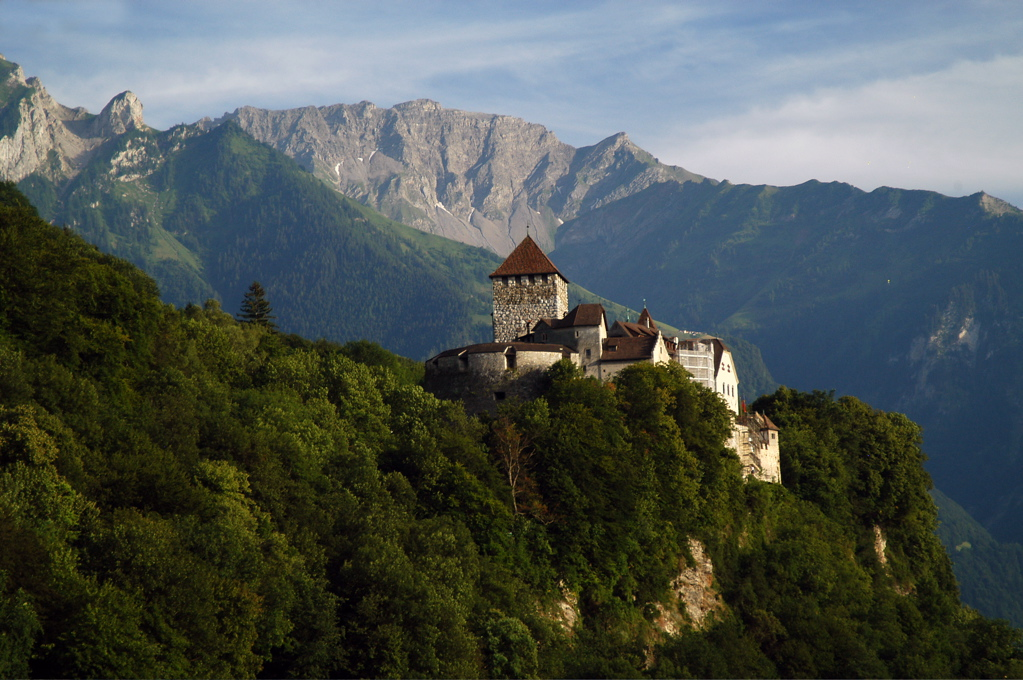
Le château de Vaduz, qui surplombe la ville, est toujours le lieu de résidence de la famille princière.

Les possessions héréditaires des Liechtenstein dans les pays de l'ancien bloc de l'Est sont aujourd'hui l'objet de négociations à la Cour internationale de justice. Le Liechtenstein n'entretenait aucune relation diplomatique avec la Tchéquie et la Slovaquie, États qu'il ne reconnaissait pas en raison de leur refus de revenir sur les « décrets Beneš » nationalisant les possessions héréditaires. Le conflit ayant été en partie aplani, les relations diplomatiques sont établies en juillet 2009.
Les difficultés financières de la famille régnante après la Seconde Guerre mondiale l'amenèrent à se défaire de plusieurs trésors artistiques, notamment du Ginevra de' Benci de Léonard de Vinci, acheté par le gouvernement des États-Unis.
Après la Seconde Guerre mondiale, le pays se développa avec une grande rapidité. Au cours des décennies suivantes, la principauté entra dans une ère de prospérité et de modernisation économique, grâce notamment à l'instauration de conditions fiscales avantageuses qui attirèrent de nombreuses entreprises. Le prince de Liechtenstein compte aujourd'hui parmi les chefs d'État les plus riches du monde et la population du pays bénéficie également d'un des niveaux de vie les plus élevés de la planète.

## Politique

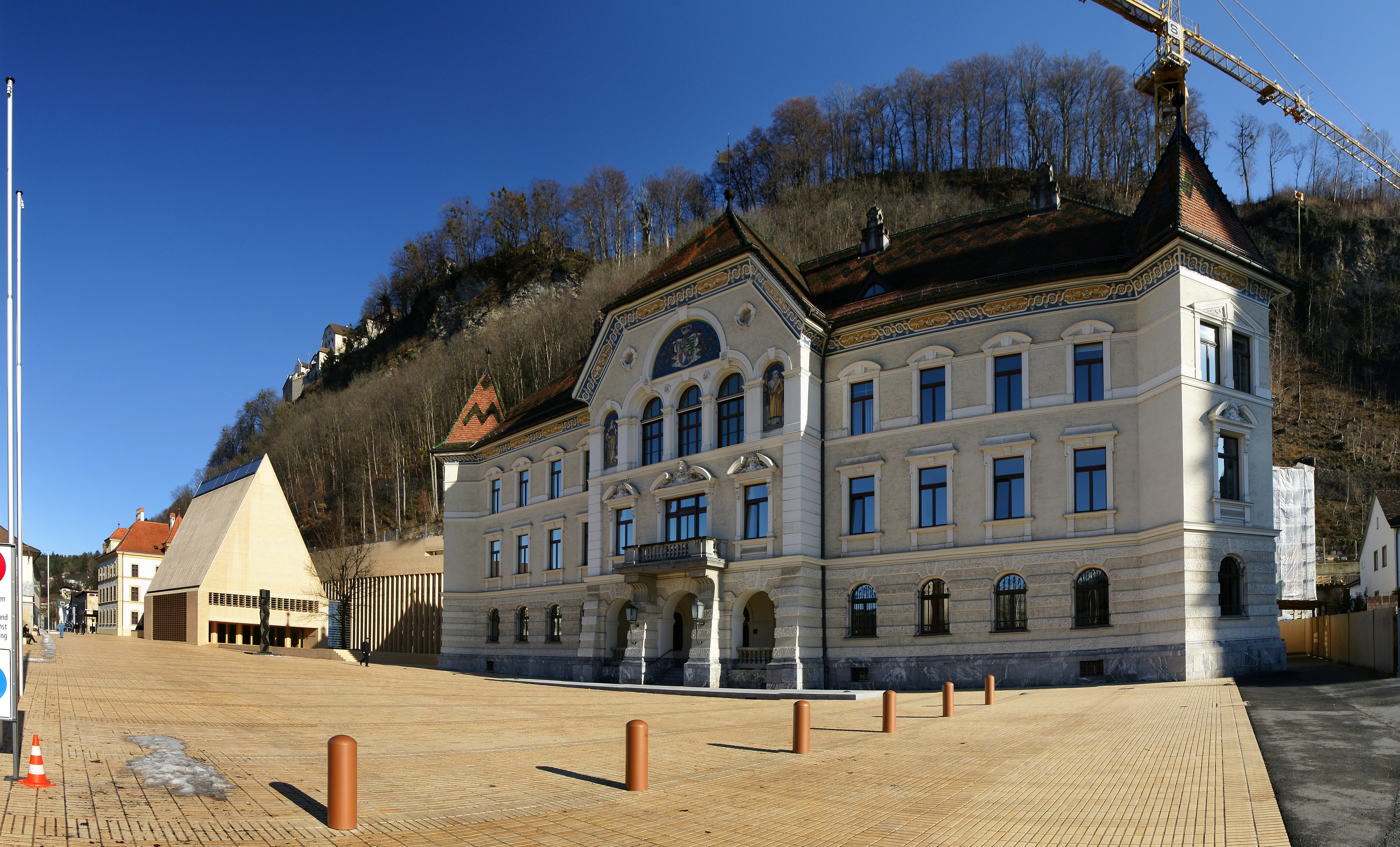
Siège du gouvernement du Liechtenstein.

Le Liechtenstein est une monarchie parlementaire et directe, dirigée actuellement par le prince Hans-Adam II, qui est monté sur le trône à la mort de son père en 1989. Depuis 2004, son fils Aloïs assume en pratique toutes les fonctions de chef de l'État. Le Landtag, le Parlement du Liechtenstein, est composé de 25 députés élus par les citoyens. Un gouvernement de cinq ministres assure la gestion des affaires courantes.
Le Liechtenstein concilie monarchie réelle et pouvoir parlementaire, car, contrairement à beaucoup d'autres monarchies constitutionnelles, sa constitution accorde au prince plusieurs pouvoirs d'une réelle importance.
Le Liechtenstein est, avec la Suisse, le pays européen où les outils de démocratie directe sont les plus développés, comprenant l'initiative populaire et le référendum.
Lors d'un référendum organisé le 1er juillet 1984 et activement soutenu par le prince, les électeurs, jusque-là exclusivement masculins, se prononcent en faveur du droit de vote pour les femmes, mais uniquement pour les scrutins nationaux et non locaux.
Une pétition pour réclamer la légalisation de l'avortement est soumise à une votation populaire le 18 septembre 2011. Avec un taux de 60 % de participation, le « non » l'emporte avec 52,3 %.
Le 1er juillet 2012, à la suite d'une initiative populaire destinée à réduire les pouvoirs princiers, les citoyens de la principauté rejettent par référendum à 76,1 % des voix la demande de réforme. Le prince du Liechtenstein conserve donc son droit de veto sur les décisions du peuple.

## Communes

Communes du Liechtenstein.

Le Liechtenstein est subdivisé en onze communes (Gemeinden en allemand ou Gemeinde au singulier).
- Balzers
- Eschen
- Gamprin
- Mauren
- Planken
- Ruggell
- Schaan
- Schellenberg
- Triesen
- Triesenberg
- Vaduz

La plupart correspondent à une seule agglomération (sauf Eschen-Nendeln, Mauren-Schaanwald et Gamprin-Bendern).

## Géographie

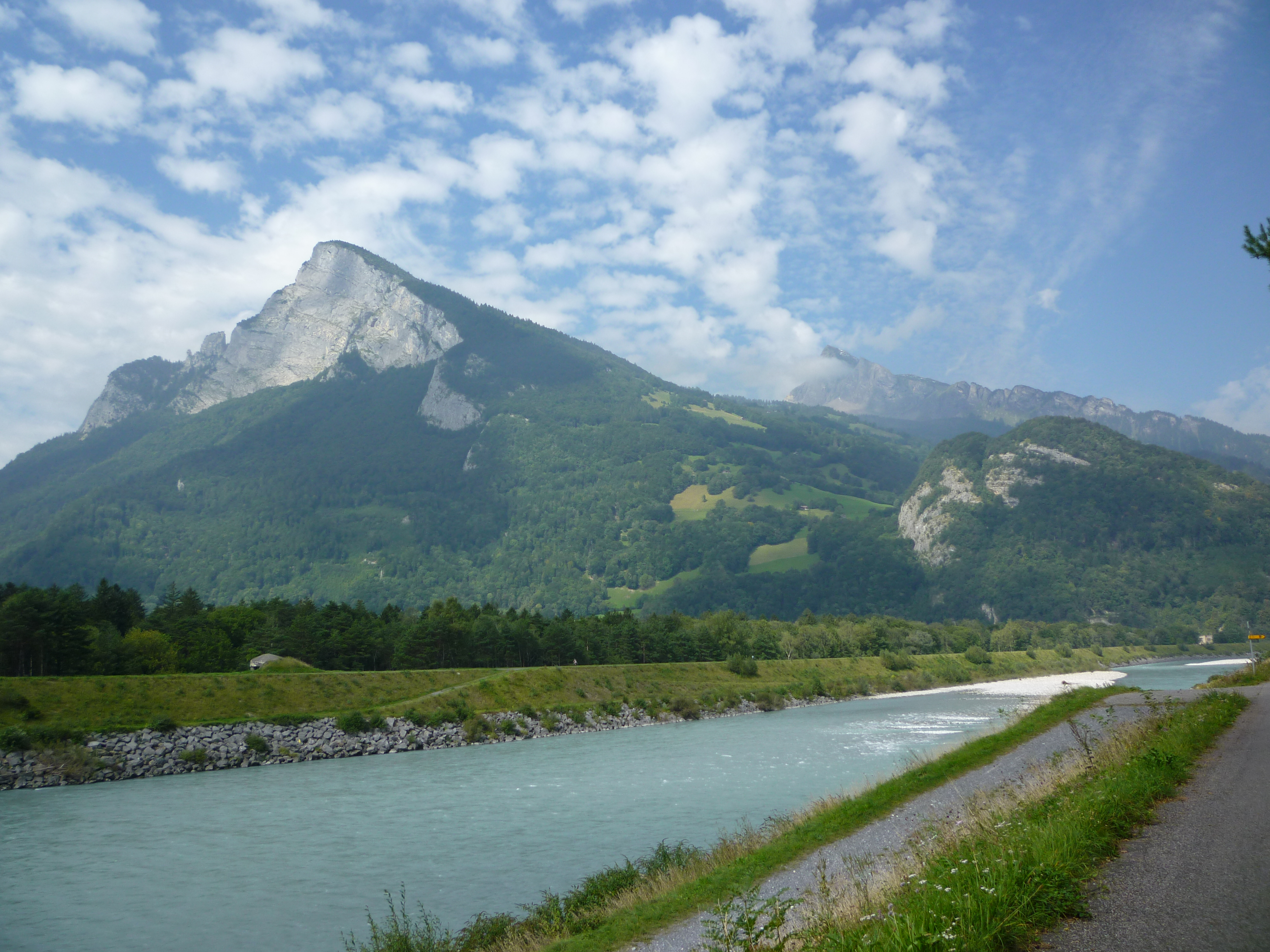
Le Rhin : la frontière entre le Liechtenstein et la Suisse vue depuis la rive liechtensteinoise.

Le Liechtenstein est situé dans les Alpes, le long de la vallée du Rhin. Le Rhin alpin délimite la totalité de la frontière ouest du pays avec la Suisse.
À l'est, les montagnes atteignent de hautes altitudes : le sommet le plus élevé est le mont Grauspitz, qui culmine à 2 599 mètres.
Le Liechtenstein est traversé du sud au nord par la Samina, un affluent de l'Ill.
Les vents prédominants en provenance du sud[réf. nécessaire] ont tendance à adoucir le climat de la principauté.
En saison froide, les pentes neigeuses des montagnes sont très prisées par les adeptes des sports d'hiver.
Le Liechtenstein, en plus de n'avoir aucun accès à la mer, est entouré de pays n'y ayant eux-mêmes aucun accès direct, à savoir la Suisse et l'Autriche (mais un accès indirect via le Rhin pour la Suisse et via le Danube pour l'Autriche). Cela pourrait en faire, avec l'Ouzbékistan, un des deux seuls États au monde à être doublement enclavé, c'est-à-dire qu'il faudrait traverser au moins deux autres États pour avoir un accès à l'Océan mondial, à ceci près que la Suisse a un accès direct à l'Océan mondial par le Rhin, qui est sous statut international à partir de la ville de Bâle, et qui bénéficie des mêmes privilèges, notamment en matière de douanes, que les eaux internationales.
Les frontières de la principauté sont longues de 77,9 km, dont 41 km avec la Suisse et 35 km avec l'Autriche.

## Société

### Démographie
Seuls deux tiers de la population environ (65,8 %) sont d'origine liechtensteinoise. 20,1 % des résidents proviennent d'autres pays germanophones (10,8 % de Suisse, 5,9 % d'Autriche et 3,4 % d'Allemagne). Suivent de près les Italiens (3,3 %), les ressortissants de l'ex-Yougoslavie (3,3 %), les Turcs (2,6 %) et les autres nationalités (4,8 %).

### Langues

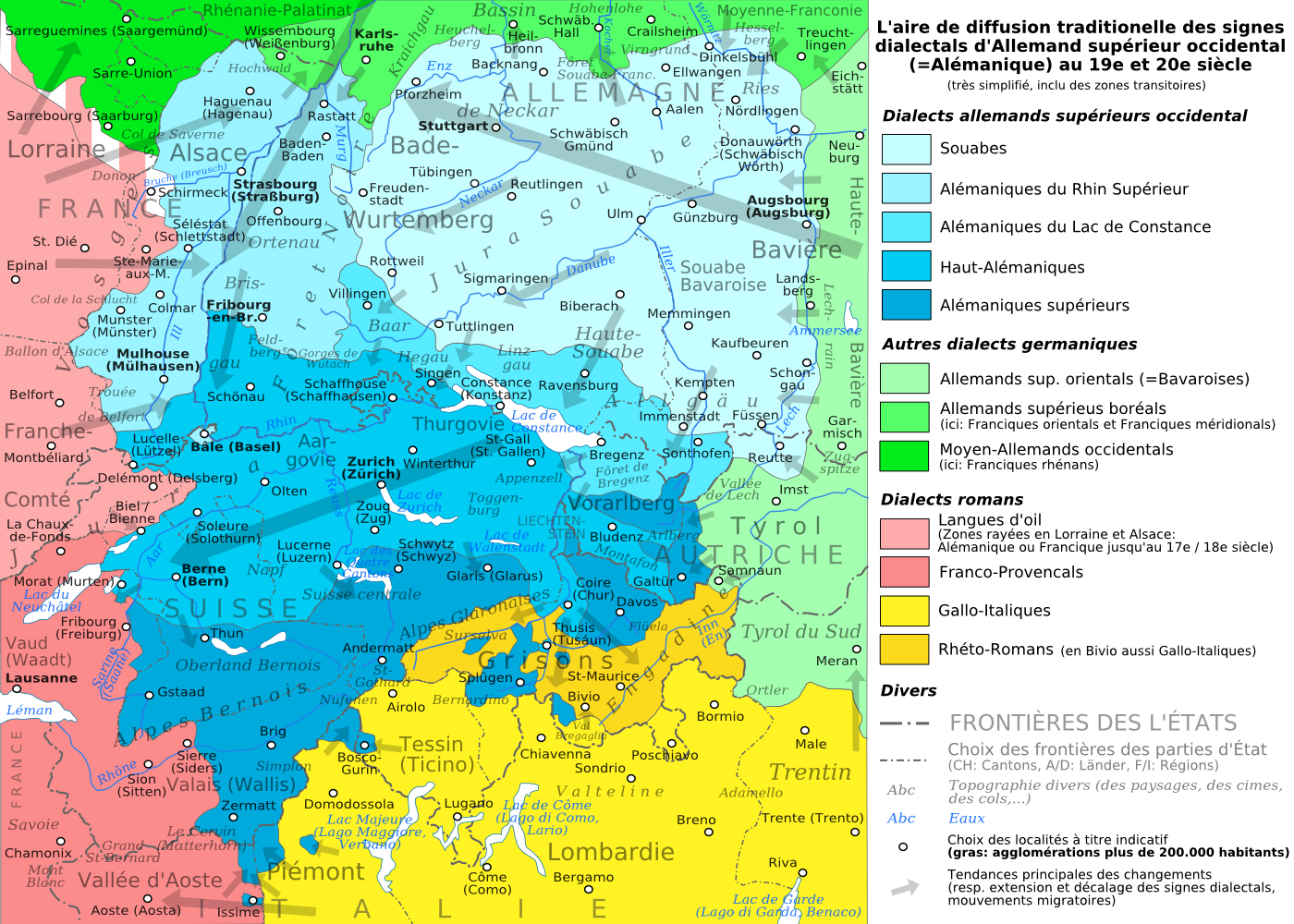
L'aire de diffusion traditionnelle des formes dialectales de l'allemand supérieur occidental (alémanique) aux.

Au Liechtenstein, la langue officielle est l'allemand. Cependant, la langue usuelle est le liechtensteinois, lequel rassemble deux dialectes : le haut alémanique et l'alémanique supérieur (ou walser). Le haut alémanique du Liechtenstein, pratiqué dans les communes du nord, est proche du dialecte du Vorarlberg. L'alémanique supérieur, quant à lui, est le dialecte traditionnel de la commune de Triesenberg. Le liechtensteinois est généralement considéré comme faisant partie du suisse allemand. 

#### Français
Le français est la première langue étrangère de la principauté, enseignée comme matière obligatoire à partir de la sixième, au lycée et dans les cours complémentaires généraux.
Plusieurs programmes d'échange sont aussi proposés aux étudiants lors de leurs études et la plupart de ces programmes sont dirigés vers la Suisse et la France.
102 Français vivant au Liechtenstein sont enregistrés au registre mondial des Français établis hors de France.

### Religion
Selon l'article 37 de la Constitution, l'Église catholique au Liechtenstein a le statut d'Église nationale, protégée par l'État. L'exercice des autres confessions est également garanti par la constitution.
Lors d'une enquête réalisée en 2015, 73,4 % de la population se déclare de confession catholique, 8,2 % se revendiquent protestants, 5,9 % musulmans, 1,5 % d'une autre confession chrétienne et 0,8 % d'une autre religion. 10,3 % ne fournissent aucune réponse.

### Éducation
Le taux d'alphabétisation au Liechtenstein est de 100 %. En 2006, le rapport du Programme international pour le suivi des acquis des élèves (PISA), coordonné par l'Organisation de coopération et de développement économiques, a classé l'éducation du Liechtenstein au 10e rang mondial. En 2012, le Liechtenstein a obtenu les meilleurs résultats PISA de tous les pays européens.
Le Liechtenstein compte quatre principaux centres d'enseignement supérieur :
- l'Université du Liechtenstein ;
- l'Université privée de la Principauté du Liechtenstein ;
- l'Institut du Liechtenstein ;
- l'Académie internationale de philosophie.

Le pays compte également neuf lycées publics.

## Économie

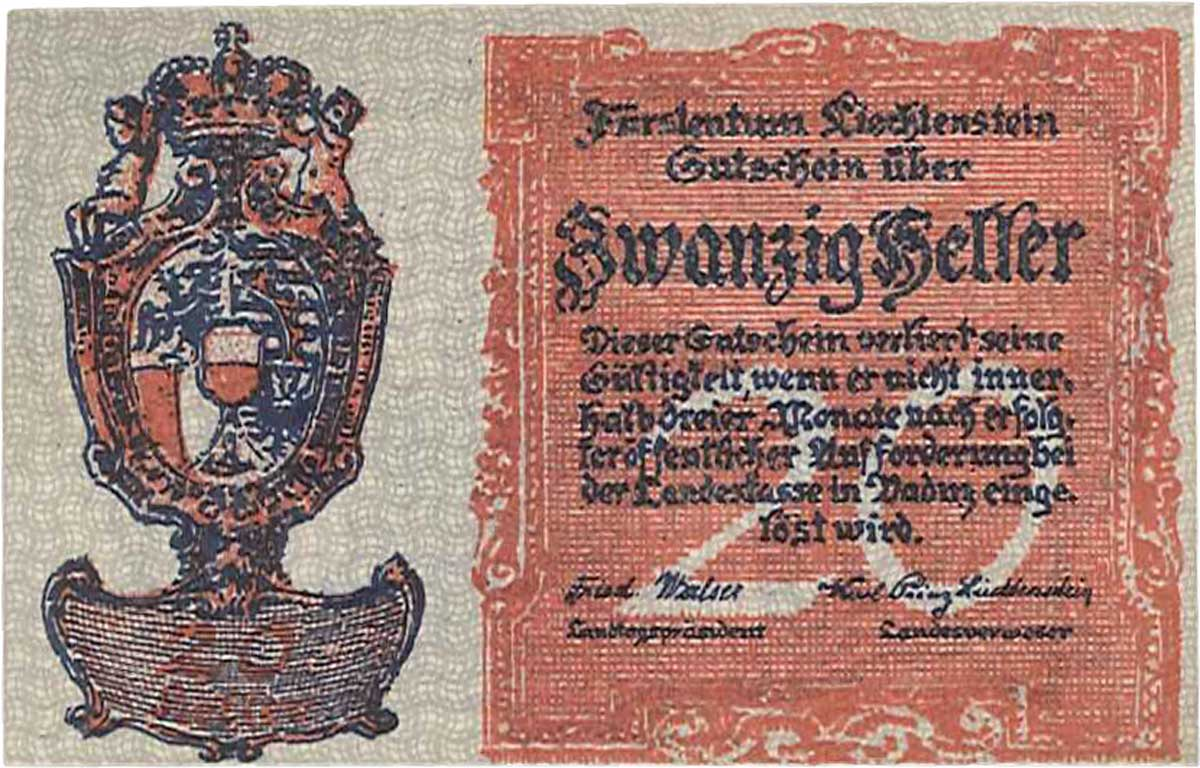
20 heller du Liechtenstein, 1920.

Malgré sa petite taille et ses ressources naturelles limitées, le Liechtenstein bénéficie d'une économie prospère, fondée sur le marché libre et un haut niveau d'industrialisation (biens d'équipement industriel, outillage, etc.). Le secteur financier de la principauté, tout comme le niveau de vie de sa population, peuvent tout à fait se comparer aux régions urbaines les plus riches de ses grands voisins européens[réf. nécessaire].
Un impôt sur les sociétés très avantageux (le taux maximum est de 18 %, la moyenne européenne s'élevant environ à 30 %) et diverses autres facilités ont incité près de 74 000 multinationales à s'implanter au Liechtenstein, le plus souvent sous la forme d'une simple boîte postale. La principauté en tire 30 % de ses revenus et a été retirée des derniers paradis fiscaux de la liste noire de l'OCDE en 2009, à la suite d'un engagement de sa part pour suivre les recommandations de l'OCDE en matière de transparence et de coopération fiscale.
Le Liechtenstein, contraint d'importer plus de 90 % de son énergie, participe à une union douanière et monétaire avec la Suisse, et utilise donc le franc suisse comme monnaie nationale. La principauté est par ailleurs membre de l'Espace économique européen (EEE) depuis mai 1995, et le gouvernement cherche à harmoniser sa politique économique avec celle de l'Union européenne[réf. nécessaire].
Le chômage baisse de manière régulière depuis 2007, et ne s'élève qu'à 1,4 % en décembre 2023, ce qui constitue le taux le plus bas de l'EEE (en Europe la Biélorussie a un taux plus bas mais ne fait pas partie de l'EEE).
En 2008, son PIB atteignait 3,97 milliards de dollars américains, ce qui donnait pour la même année un PIB par habitant de 111 488 $, soit le deuxième du monde après celui de Monaco.
Le Liechtenstein n'a pas de dette, il possède même une dette « négative », une réserve.

## Culture

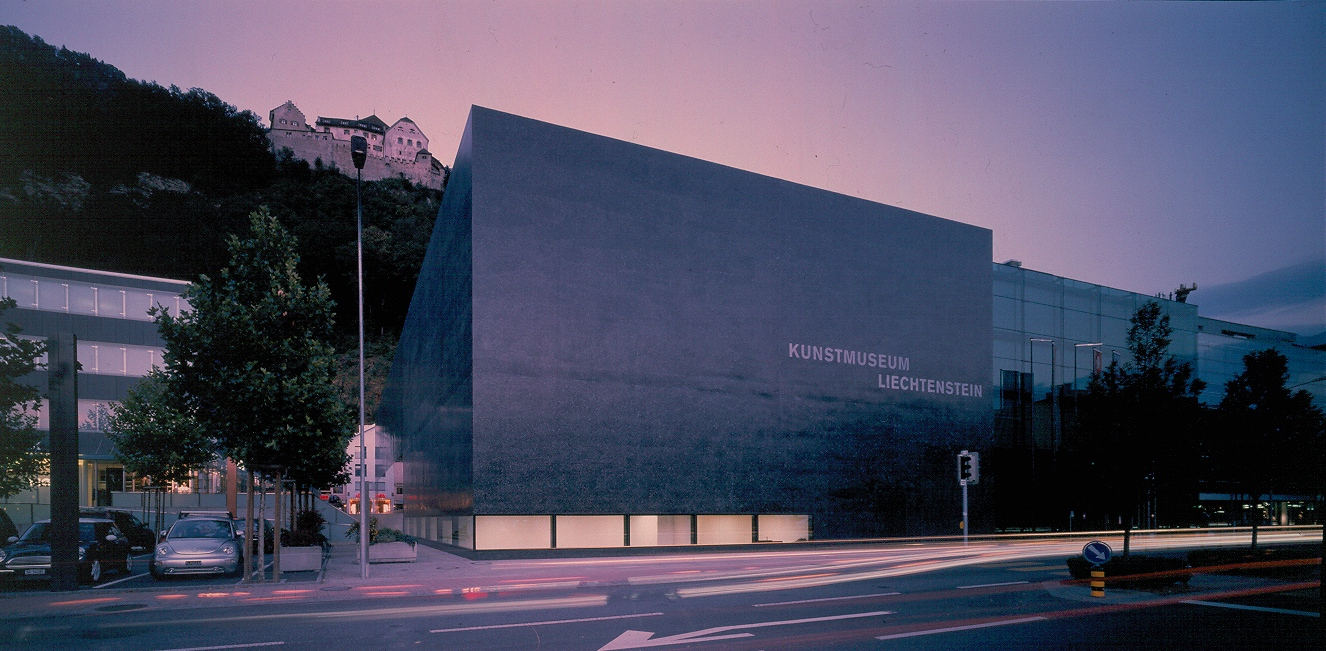
Musée des Beaux-Arts du Liechtenstein à Vaduz.

Le musée des Beaux-Arts du Liechtenstein, construit par les architectes suisses Morger, Degelo et Kerez et inauguré en 2000, est un véritable emblème architectonique. La façade, un béton teinté coulé sans joint et essentiellement constitué de pierre noire de basalte et de gravier de rivière coloré, a été traitée de manière que sa surface réfléchissante produise des effets de matière et de lumière. En tant que musée d'art moderne et contemporain, il abrite la collection nationale d'art et offre régulièrement des expositions temporaires.
Il y a aussi un musée national (Landesmuseum), inauguré en novembre 2003, un musée du ski (Skimuseum), le musée de la poste (Postmuseum) ou encore celui de la machine à calculer avec notamment la Curta.
L'unique théâtre de la principauté, le théâtre de la Place de l'Église (Theater am Kirchplatz), se trouve à Schaan. Depuis octobre 2003, Vaduz abrite également le Kleintheater Schlösslekeller, qui propose des concerts, des numéros d'humoristes ou des représentations de petites pièces. Parmi les artistes locaux reconnus dans leur domaine, on peut citer le sculpteur Georg Malin et les peintres Bruno Kaufmann et Martin Frommelt.
Des vins sont également produits au Liechtenstein.

### Médias
La seule et unique chaîne de télévision du pays est actuellement la société privée 1FLTV créée en 2008. Elle n'est pas encore membre de l'Eurovision.
En ce qui concerne la radiodiffusion, le programme national de Radio Liechtenstein a été créé de 1938 à 1939. Puis, après de longues années d'inactivité, il a été recréé en 1995.

### Fêtes et jours fériés
Jour national / Fête nationale : 15 août (Liechtenstein National Day)

### Philatélie

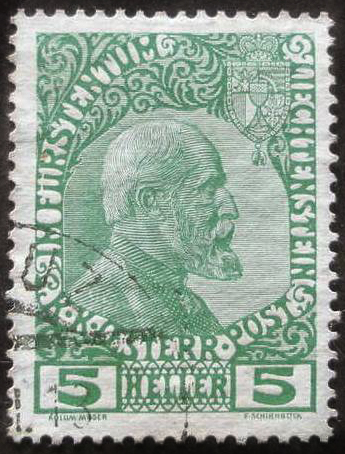
Portrait de Jean II sur le premier timbre de la principauté.

La principauté émet ses propres timbres depuis 1912. La première émission représente le prince Jean II.

## Infrastructures

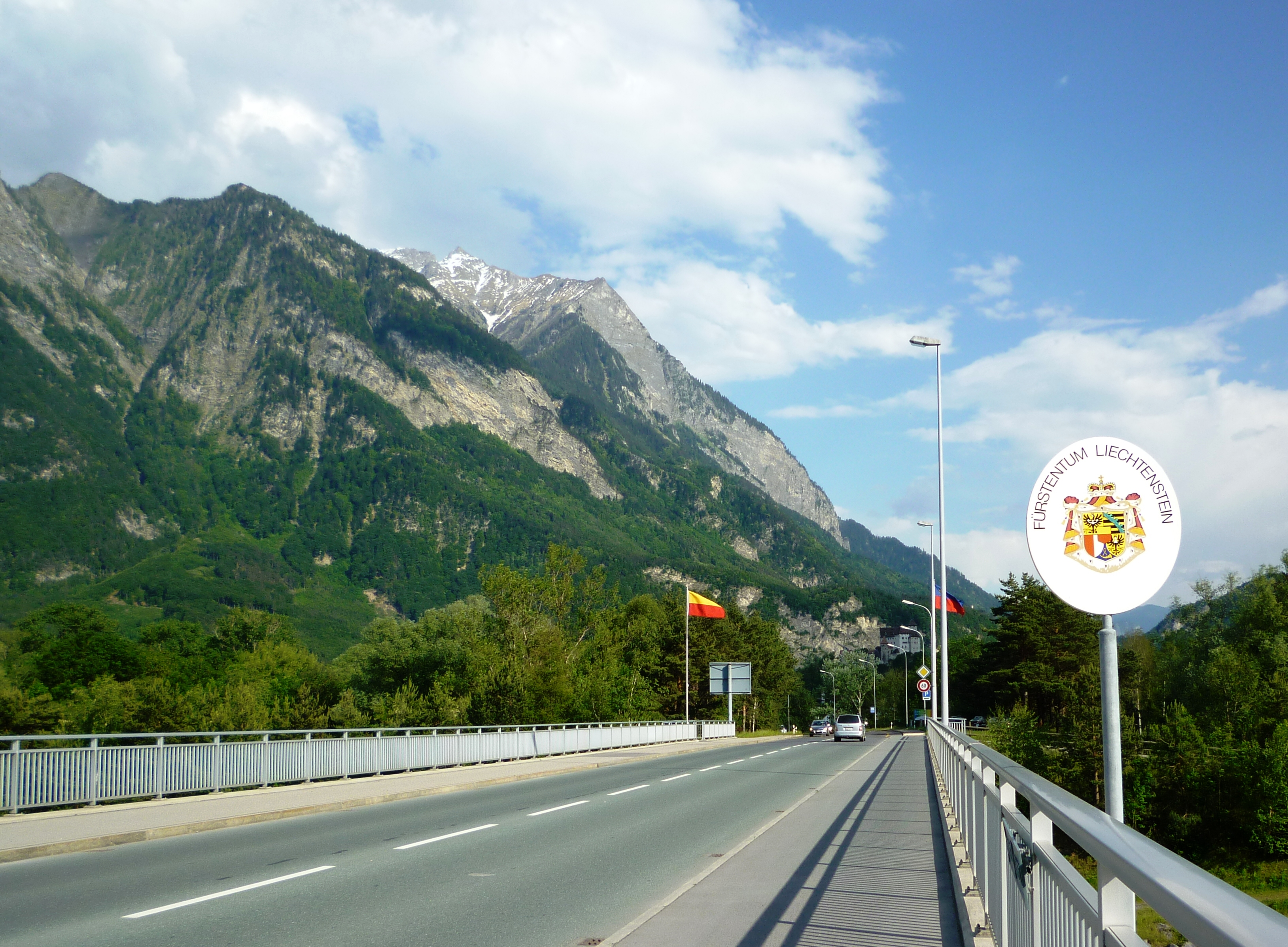
La route à la frontière entre le Liechtenstein et la Suisse.

Le réseau routier du Liechtenstein, bien entretenu, est long d'environ 140 km. Il n'existe aucune autoroute, et les règles de conduite, tout comme les panneaux de signalisation, sont à quelques exceptions près les mêmes qu'en Suisse. Ces exceptions concernent notamment l'alcoolémie tolérée (0,8 gramme d'alcool par litre de sang contre 0,5 gramme en Suisse).
Le Liechtenstein, bien qu'ayant conclu une union postale avec la Suisse, dispose de ses propres timbres. Il a son propre indicatif téléphonique international (+423).
La principauté ne compte que 9,5 km de voies ferrées, qui assurent en réalité la connexion entre la ville suisse de Buchs et la ville autrichienne de Feldkirch par la ligne de Feldkirch à Buchs. Les voies, pour cette raison, sont entretenues et administrées par la compagnie nationale ferroviaire autrichienne, l'ÖBB (Chemins de fer fédéraux autrichiens). Seules quatre gares ou haltes sont situées sur son territoire : Schaanwald, Nendeln, Schaan-Forst-Hilti et Schaan - Vaduz. Le 22 avril 2020, les gouvernements du Liechtenstein et de l'Autriche ont signé une convention pour le financement du développement de cette ligne S-Bahn internationale, avec mise en double voie et modernisation de la gare de Nendeln, pour un montant de 187 millions d'euros.
Le réseau Liechtenstein Bus, lancé en 2000 et placé sous l'autorité de LIEmobil, assure la desserte de l'ensemble des communes du Liechtenstein. Les bus du réseau relient également la principauté avec les communes suisses de Sargans, Buchs et Sevelen. Jusqu'à cette date, le pays était desservi par CarPostal, alors concessionnaire de l'ensemble des lignes depuis 1949, et qui conserve depuis l'exploitation de la plupart des lignes via sa filiale CarPostal Liechtenstein.
La seule infrastructure aérienne est un héliport à Balzers. C'est l'aéroport suisse de Zurich (à 130 km) qui sert d'entrée aérienne principale à la principauté.

## Sports
Les équipes de football du Liechtenstein jouent au sein des ligues suisses. La Coupe du Liechtenstein permet tous les ans à la meilleure équipe du pays d'accéder aux tours de qualification de la Ligue Europa Conférence : il s'agit le plus souvent du FC Vaduz, qui fut champion de 2e division suisse en 2008, ce qui lui permit d'évoluer en Super League (1re division suisse) pour la saison 2008-2009 avant d'être relégué en 2e division suisse. Le FC Vaduz a connu son plus grand succès à l'occasion de la Coupe des Coupes de 1996-1997 en battant les Lettons du FC Universitate Riga par quatre buts à deux. Lors du tour suivant, ils rencontrent le Paris Saint-Germain et sont éliminés sur un score cumulé de sept buts à zéro (quatre buts à zéro à Vaduz et trois buts à zéro à Paris)[réf. nécessaire].
L'équipe nationale de football du Liechtenstein est traditionnellement considérée comme une équipe faible. Les Liechtensteinois connaissent pourtant une semaine exceptionnelle à l'automne 2004 à l'occasion des matchs de qualification pour la Coupe du monde de 2006, en obtenant un match nul deux buts partout face au Portugal, à Vaduz, quatre jours avant de triompher du Luxembourg par quatre buts à zéro. La sélection termine avant-dernière de son groupe de qualification avec huit points, leur record en compétition[réf. nécessaire].
Vivant en pays montagneux, les athlètes liechtensteinois connaissent des succès dans le domaine des sports d'hiver, notamment le ski alpin : Hanni Wenzel remporte deux médailles aux Jeux olympiques de 1980 à Lake Placid.
Au total, les sportifs du pays ont remporté dix médailles olympiques (deux en or, deux en argent et six en bronze)[réf. nécessaire].
Le Liechtenstein a également une activité équestre importante. Sa fédération (LPSV : Liechtensteiner Pferdsport Verband) possède de nombreux membres évoluant principalement au niveau régional. Cependant elle compte également trois cavaliers de saut de niveau international : Thomas Batliner, Fidel Vogt et Nicholas Hochstadter. Ceux-ci évoluent régulièrement dans nombre de concours internationaux avec, notamment, pour Thomas Batliner une participation aux Jeux Olympiques, pour Fidel Vogt de nombreux résultats en 2011 et pour Nicholas Hochstadter une qualification et participation au Championnat d'Europe de Madrid en 2011[réf. nécessaire].

## Organisations internationales
Le Liechtenstein est membre des organisations internationales suivantes :
- Association européenne de libre-échange
- Agence internationale de l'énergie atomique
- Banque européenne pour la reconstruction et le développement
- Conseil de l'Europe
- Comité international olympique
- Conférence des Nations unies sur le commerce et le développement
- Cour permanente d'arbitrage
- Cour pénale internationale
- Confédération syndicale internationale
- Fédération internationale des Sociétés de la Croix-Rouge et du Croissant-Rouge
- Interpol
- Mouvement international de la Croix-Rouge et du Croissant-Rouge
- Organisation pour l'interdiction des armes chimiques
- Organisation internationale de télécommunications par satellite
- Organisation mondiale du commerce
- Organisation mondiale de la propriété intellectuelle
- Organisation des Nations unies[b].
- Organisation pour la sécurité et la coopération en Europe
- Union interparlementaire
- Union internationale des télécommunications
- Union postale universelle[33]